# Thiên văn vô tuyến

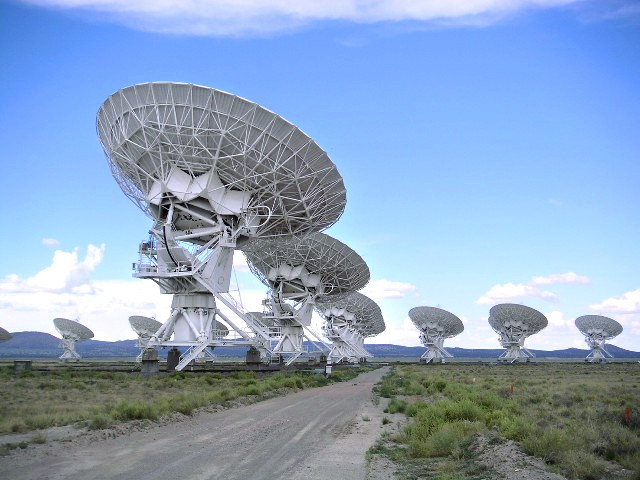
Nhóm kính thiên văn vô tuyến chân đế dài.

Thiên văn học vô tuyến là một phân ngành thiên văn trẻ, nghiên cứu các thiên thể thông qua bức xạ radio, trong đó ngạch thiên văn học vô tuyến thụ động ghi nhận bức xạ radio từ các thiên thể, trong khi thiên văn học vô tuyến chủ động phát bức xạ radio và đón nhận bức xạ phản vọng từ các thiên thể gần như Mặt Trời, Mặt Trăng, Sao Kim v.v. Các quá trình vật lý phát ra sóng radio rất khác biệt so với các quá trình vật lý phát ra ánh sáng trong những vùng quang phổ điện từ khác. Bức xạ radio của các thiên thể được phát ra trong vùng bước sóng 10−3 - 4.10 m. Bức xạ này không chỉ đi qua được tầng khí quyển của Trái Đất mà còn xuyên qua các đám mây khí bụi giữa các vì sao.
Đặc tính mang tính chất lịch sử này đã vén lên bức rèm ngăn cản việc quan sát các thiên thể bị che khuất trong vùng ánh sáng. Các bước tiến thành công trong lĩnh vực đo giao thoa vô tuyến đã cho phép các nhà thiên văn học thu thập những hình ảnh với độ phân giải cao. Các đài thiên văn vô tuyến, các giao thoa kế vô tuyến chân đế dài đã mang lại những khám phá thiên văn học quan trọng, trong đó phải kể đến việc khám phá các thiên hà radio, các pulsar, phương pháp khuếch đại sóng maser và khám phá bức xạ phông vi sóng vũ trụ. Các vệ tinh nhân tạo ứng dụng thiên văn vô tuyến chủ động vệ tinh để khảo sát địa hình Trái Đất, Mặt Trăng, quan sát bề mặt Sao Kim trong vùng sóng radio.